# GKS Katowice (voleibol masculino)
O GKS Katowice é um clube poliesportivo polonês sediado na cidade de Katowice, na voivodia da Silésia. A seção de voleibol do clube foi fundado junto com o clube, em 1964, e atualmente disputa a PlusLiga, a primeira divisão do campeonato polonês.

## Histórico
Após a criação do clube GKS Katowice, foi criada uma seção de voleibol, que absorveu muitos grupos, incluindo o Górnik 1920.
Na temporada 1969–70, o GKS disputou a primeira divisão pela última vez, conquistando a 8ª posição, o que significou o rebaixamento para a 2ª divisão. Depois de uma tentativa malsucedida de retornar à I Liga na temporada seguinte, as autoridades do GKS decidiram se demitir da seção de voleibol e transferiram a equipe para Jedność Michałkowice e o voleibol masculino deixou Katowice por muitos anos.
A seção de voleibol masculino da GKS GieKSa Katowice SA foi restaurada em julho de 2016. Ao abrigo do acordo com o TKKF Czarni Katowice, a equipe anteriormente comandada por este clube foi adquirida.
A seção de voleibol – que funciona como parte do Clube Recreativo e Esportivo TKKF Czarni Katowice – foi criada em outubro de 2010 por iniciativa de um grupo de alunos do ensino médio apoiado pelo vice-presidente do Comitê de Cultura, Promoção e Esporte da cidade de Katowice. No início de 2011, o clube obteve a licença da Federação da Silésia de Voleibol e ingressou na IV Liga. Após a temporada 2012–13, as autoridades da Federação Polonesa de Voleibol (PZPS) decidiram estender a II Liga em dois grupos e, portanto, o Czarni foi promovido a esta classe na temporada 2013–14. Na temporada seguinte, Czarni venceu a final do torneio em Katowice e foi promovido à I Liga.
Antes do início da temporada 2015–16, o clube assinou um acordo para emprestar o nome GKS Katowice à seção de voleibol masculino. Desde a temporada 2016–17, os jogadores de voleibol – já integrantes da GKS GieKSa Katowice SA – figuram na primeira divisão polonesa.

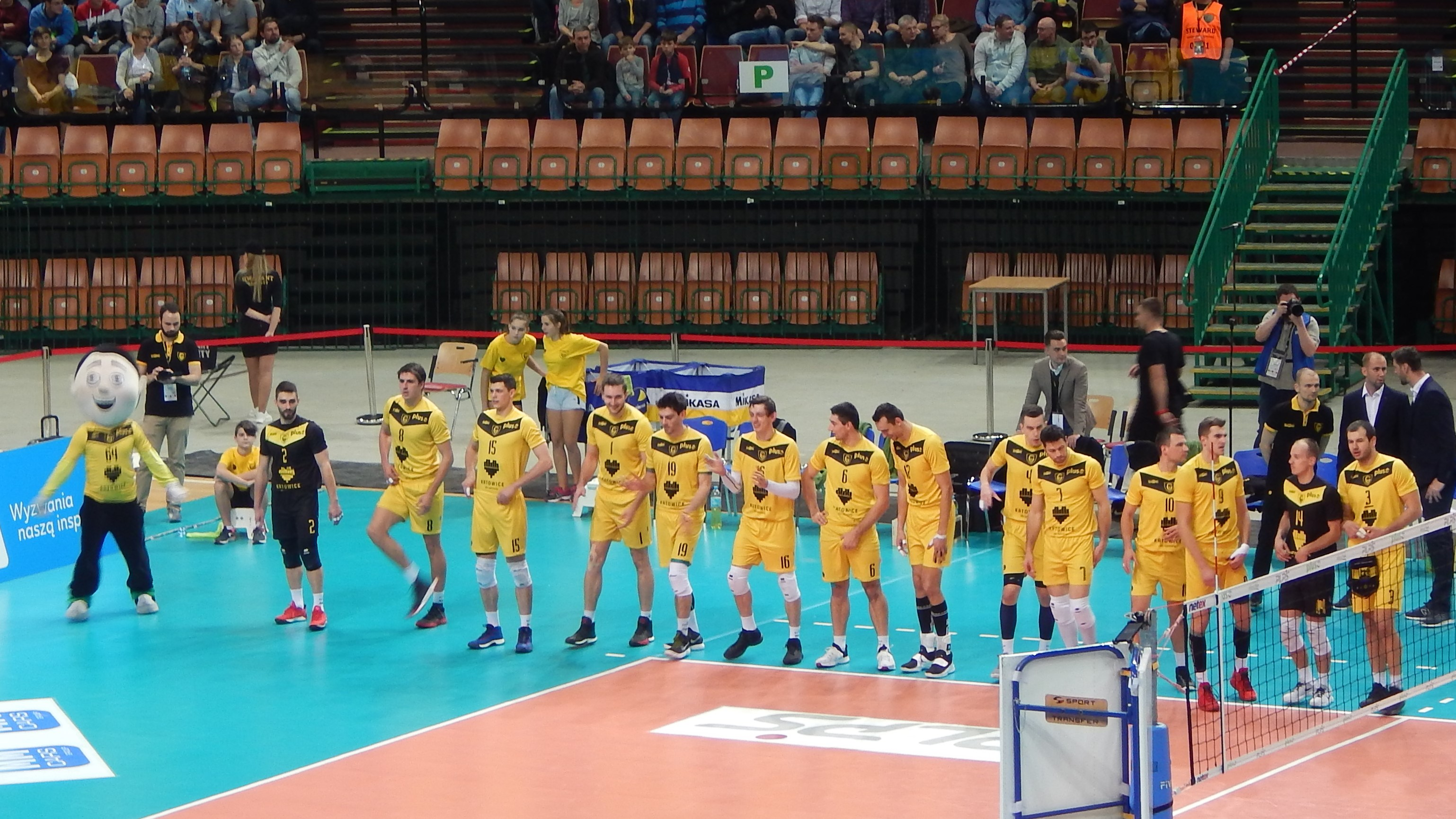
A equipe GKS Katowice na temporada 2017–18.

Em 2020, o GKS Katowice conquistou a medalha de bronze na primeira edição do PreZero Grand Prix, o torneio de voleibol de praia da pré-temporada, após vencer o Indykpol AZS Olsztyn na disputa do terceiro lugar por 2 sets a 0, com parciais de 25–18 e 25–23.

## Títulos
Campeonato Polonês
- Vice-campeão: 1959–60, 1960–61
- Terceiro lugar: 1958–59, 1962–63, 1963–64

 Copa da Polônia
- Campeão: 1959–60

 Campeonato Polonês - I Liga
- Campeão: 2015–16

## Elenco atual
Atletas selecionados para disputar a temporada 2022–23.
| Camisa                  | Nome               | Altura (m) | Posição    |
| ----------------------- | ------------------ | ---------- | ---------- |
| 2                       | Jakub Szymański    | 2,00       | Ponteiro   |
| 3                       | Wiktor Mielczarek  | 1,90       | Ponteiro   |
| 4                       | Bartosz Mariański  | 1,87       | Líbero     |
| 7                       | Jakub Jarosz       | 1,97       | Oposto     |
| 8                       | Jakub Lewandowski  | 2,03       | Central    |
| 9                       | Jakub Nowosielski  | 1,93       | Central    |
| 10                      | Marcin Kania       | 2,03       | Oposto     |
| 11                      | Jakub Nowosielski  | 1,93       | Levantador |
| 13                      | Sebastian Adamczyk | 2,08       | Central    |
| 14                      | Tomas Rousseaux    | 1,99       | Ponteiro   |
| 16                      | Piotr Hain         | 2,07       | Central    |
| 17                      | Georgi Seganov     | 1,98       | Levantador |
| 19                      | Gonzalo Quiroga    | 1,92       | Ponteiro   |
| 23                      | Dawid Ogórek       | 1,93       | Líbero     |
| Técnico: Grzegorz Słaby |                    |            |            |